# Haliclona coerulea
Haliclona coerulea är en svampdjursart som först beskrevs av George John Hechtel 1965.  Haliclona coerulea ingår i släktet Haliclona och familjen Chalinidae.
Artens utbredningsområde är Karibiska havet. Inga underarter finns listade i Catalogue of Life.